# سداح (بكيل المير)

تعديل مصدري - تعديل

سداح هي إحدى قرى عزلة بني حملة بمديرية خيران التابعة لمحافظة حجة، بلغ تعداد سكانها 636 نسمة حسب تعداد اليمن لعام 2004.